# MacKenzie Scott
MacKenzie Scott (nascida Tuttle; 7 de abril de 1970) é uma autora, ativista e filantropa norte-americana . Ela é a diretora executiva da Bystander Revolution, uma organização anti-bullying que ela fundou em 2014, tendo sido nomeada pela revista TIME uma das 100 pessoas mais influentes de 2020.
Nascida e criada em São Francisco, Califórnia, ela estudou na Universidade de Princeton em 1992, tendo aulas com a escritora Toni Morrison, ganhadora do Nobel em Literatura, que descreveu Scott como "uma das melhores estudantes que já tive nas minhas aulas de escrita criativa". Após se formar, Mackenzie trabalhou para a D. E. Shaw, uma empresa de fundos de investimento livre quantitativo, em Nova Iorque, como administradora assistente, de 1992 a 1994. Ela escreveu um livro, The Testing of Luther Albright, em 2005, que rendeu a ela o prêmio National Book Award no ano seguinte.
MacKenzie ajudou Jeff Bezos a fundar a Amazon (na época, uma livraria pequena), participando do operacional enquanto Jeff cuidava da parte estratégica, sendo a primeira funcionária da empresa, atuando como contadora e administradora. Com seu divórcio, em 2019, Mackenzie saiu com parte da fortuna da Amazon. Em junho de 2020, foi revelado pela revista Forbes que ela recebeu pelo menos US$ 38 bilhões de dólares, tornando ela a 22ª pessoa mais rica do mundo. Ainda em 2020, ela assinou a Giving Pledge, se comprometendo a doar metade de sua fortuna para a caridade.
Em 2022, ficou no top 20 que reúne os maiores bilionários dos Estados Unidos, segundo a Forbes.

## Filantropia
No dia 27 de julho de 2012 Mackenzie Scott e seu ex-marido Jeff Bezos pessoalmente doaram $2,5 milhões de dólares para a campanha política visando a derrubada da proposta conservadora (promovida pela Igreja Católica e pela Igreja Mórmon, entre outras) do referendo popular Washington Referendum 74 que é contrário à nova lei do casamento igualitário (i.e. casamento gay no civil, não no religioso) recentemente aprovada tanto pelas casas legislativas do estado bem como pelo executivo, pela governadora católica praticante Christine Greagoire. Notóriamente Mackenzie Scott e seu esposo passam a fazer parte do pequeno grupo de pessoas bilionárias fazendo donativos a favor do casamento homoafetivo no estado de Washington como, por exemplo, Bill Gates e Steve Ballmer da Microsoft Corporation.
A empresária é signatária do The Giving Pledge, um pacto não oficial criado por Bill Gates e Jeff Bezos para reunir bilionários de todas as áreas dispostos a doarem pelo menos 50% de suas fortunas ainda em vida.

## Obras publicadas
- The Testing of Luther Albright. [S.l.]: Fourth Estate. 2005. ISBN 978-0-00-719287-8
- Traps (2013) ISBN 978-0-307-95973-7
- 116 Organizations Driving Change (2020)
- 384 Ways to Help (2020)
- Seeding by Ceding (2021)